# Synagoga Jad Charuzim w Sanoku
Synagoga Jad Charuzim w Sanoku (z hebr. Sprawna Ręka bądź Zręczna Dłoń) – synagoga znajdująca się w Sanoku przy ulicy Franciszkańskiej 5, w bezpośrednim sąsiedztwie klasztoru franciszkanów. Jest jedną z dwóch zachowanych wolno stojących synagog w mieście.

## Historia
Synagoga została zbudowana w 1897 z inicjatywy Stowarzyszenia Rzemieślników „Jad Charuzim” (organizacji mającej za cel popieranie interesów rzemieślników żydowskich, prowadzącej działalność kulturalną oraz organizującą wsparcie dla ubogich, której prezesem w Sanoku byli: dr Natan Nebenzahl, dr Arnold Reich, Abraham Herzig, dr Samuel Herzig). Bywała też określana jako klojz – dom modlitwy chasydów, nazwa.
Podczas II wojny światowej budynek bożnicy został znacznie uszkodzony wskutek spalenia w 1939. W 1949, za zgodą ludności żydowskiej, budynek przejęło Prezydium Miejskiej Rady Narodowej w Sanoku i zabezpieczony, a w 1951 posłużył za stolarnię miejską. W dalszym czasie synagoga została wyremontowana i równocześnie przebudowana. Zmieniono wówczas m.in. układ okien, zastępując wysokie, zakończone łukowato, małymi i prostokątnymi. 
W budynku mieściła się siedziba Stowarzyszenia Architektów i działał miejski Wydział Architektury. W 2002 do nieruchomości jako mienia pozostawionego przez właścicieli żydowskich zgłosiła roszczenie Gmina Wyznaniowa Żydowska w Warszawie. Po przejęciu nieruchomości przez Fundację Ochrony Dziedzictwa Żydowskiego od 2008 do 2012 w budynku miała siedzibę Fundacja Karpacka. Następnie gmach został przebudowany i przeznaczony na lokale biurowe i mieszkalne.

## Opis i stan prawny
Murowany budynek synagogi wzniesiono na planie prostokąta. Do dziś częściowo zachował się wystrój zewnętrzny.
Budynek wpisany do gminnego rejestru zabytków miasta Sanoka, opublikowanego w 2015.